# Lac Aylmer
Lac Aylmer är en sjö i Kanada.   Den ligger i regionen Chaudière-Appalaches och provinsen Québec, i den sydöstra delen av landet, 300 km öster om huvudstaden Ottawa. Lac Aylmer ligger 244 meter över havet. Arean är 35 kvadratkilometer. Den sträcker sig 18,4 kilometer i nord-sydlig riktning, och 6,6 kilometer i öst-västlig riktning.
I omgivningarna runt Lac Aylmer växer i huvudsak blandskog. Runt Lac Aylmer är det glesbefolkat, med 10 invånare per kvadratkilometer.